# Hemipsilichthys gobio
Hemipsilichthys gobio és una espècie de peix de la família dels loricàrids i de l'ordre dels siluriformes.

## Morfologia
Els adults poden assolir els 15,6 cm de longitud total.

## Distribució geogràfica
Es troba al Brasil.